# Thorbjørn Patscheider
Thorbjørn Patscheider (ur. 25 listopada 1991 w Silkeborgu) – duński wioślarz.

## Osiągnięcia
- Mistrzostwa Świata Juniorów – Brive-la-Gaillarde 2009 – ósemka – 12. miejsce[1].
- Mistrzostwa Świata U-23 – Brześć 2010 – czwórka bez sternika wagi lekkiej – 4. miejsce[1].
- Mistrzostwa Europy – Montemor-o-Velho 2010 – ósemka wagi lekkiej – 2. miejsce[1].